# 森はな
森 はな（もり はな、1909年（明治42年）4月16日 - 1989年（平成元年）6月14日）は、兵庫県出身の児童文学作家・教育者。代表作は知的障害のある青年と地域との交流を描いた『じろはったん』。

## 経歴

### 少女時代
1909年（明治42年）、兵庫県養父郡大蔵村宮田（現・朝来市和田山町）で、酒類販売業を営む父の次女として生まれた。1924年（大正13年）に大蔵尋常高等小学校高等科から兵庫県明石女子師範学校（神戸大学国際人間科学部の前身のひとつ）に進学し、1928年（昭和3年）に明石女子師範学校を卒業した後、南谷尋常小学校の教員となり、その後養父尋常小学校に転任となった。

### 教員として
この頃に兄の友人であり後に結婚する森種樹との文通が始まり、1932年（昭和7年）に結婚した。1936年（昭和11年）には夫婦共に高砂市立荒井小学校へ転任となり、森種樹の実家である加古郡加古川町（現・加古川市）に転居したが、森家とは不仲で勤務先近くに住んだ。
1951年（昭和26年）に兵庫県から退職勧告を受けたがこの時は退職せず、降格されて高砂市立伊保小学校に転任となった。この時期に学校劇に取り組み、「お祭りに来た兄弟」（1952年）がNHK主催の第1回近畿学校劇コンクールで最優秀賞を受賞し、翌年も「峠のお祭り」（1953年）で最優秀賞を受賞した。1960年（昭和35年）に51歳で再び退職勧告を受け教員を退職した。

### 児童文学作家として
退職した年に「神戸児童文学『あす』の会」に入り、会の同人誌である『あす』に作品を発表し始めた。そして日本児童文学者協会の会員となった。
1973年（昭和48年）に64歳で初めての出版作品で代表作となる『じろはったん』を出し、1974年（昭和49年）には第7回日本児童文学者協会新人賞を受賞すると、「遅咲きの新人」と評価された。翌年の1975年（昭和50年）、夫の森種樹をガンにより亡くした。
1977年（昭和52年）に加古川市の自宅で児童文学の会「森はな学校」を発足させ、灰谷健次郎、あまんきみこや地域の文学愛好家が参加した。
1982年（昭和57年）に絵本『こんこんさまにさしあげそうろう』で第5回絵本にっぽん大賞受賞。1984年（昭和59年）に第1回加古川文化賞を受賞した。
1985年（昭和60年）に文学活動を支えてくれていた長男の秀樹を日本航空123便墜落事故で亡くしたが、悲しみから立ち直って創作を続け、1987年（昭和62年）に第41回神戸新聞平和賞を受賞した。

### 死去
1989年（平成元年）6月14日、『赤いマントのおばあちゃん』の制作途中に亡くなった。

### 顕彰運動
出身校の朝来市立大蔵小学校では、毎年秋に行われる「市学校音楽祭」で、作品を音楽物語にして公演されている。朝来市和田山図書館には森はなコーナーがある。
日本ミュージカル研究会・劇団JMAが、主宰者でミュージカル作家の高井良純による脚色・作曲・演出でミュージカル「じろはったん」を公演している。
2012年（平成24年）、朝来市にある和田山中央文化公園に「森はなさんの生涯をNHK朝の連続テレビ小説に」と書かれた高さ4mの立て看板が設置された。市民団体「森はなの伝記を『NHK朝ドラへ』の会」などがの朝ドラの誘致活動を行っており、2011年（平成23年）4月時点で3万筆を超える署名が集まっている。

## 作品
- じろはったん
- ハナ先生ものがたり
- わたしトシエです
- ひいちゃんとタチアオイの花
- もどってくるもどってこん
- おばあさんは落語屋さん
- めんどりコッコ
- こんこんさまにさしあげそうろう
- キツネの花よめいしょう
- おさよつばき
- 一二(ほい)とうげ
- わたしはめんどりコッコです
- お葉つきいちょう
- こはる先生だいすき
- キツネとしゅんぺいじいさん
- 土の笛